# Jocurile Olimpice de Tineret
Jocurile Olimpice de Tineret (JOT) (engleză Youth Olympic Games) sunt un eveniment  multi-sportiv  organizat de Comitetul Internațional Olimpic (CIO). Jocurile au loc alternativ, odată la patru ani, în opoziție cu Jocurile Olimpice (de pildă, într-un an cu Jocuri Olimpice de vară, au loc JOT de iarnă). Prima ediție de vară s-a desfășurat la Singapore în perioada 14–26 august 2010, iar prima ediție de iarnă a avut loc în Innsbruck în perioada 13–22 ianuarie 2012. Doar sportivii cu vârste între 14 și 18 ani pot participa. Ideea acestor Jocuri i-a venit prima dată austriacului Johann Rosenzopf în 1998. Pe 6 iulie 2007, membrii CIO reuniți la cea de-a 119-a sesiune CIO din Guatemala City au aprobat crearea unei versiuni „tinere” (youth) a Jocurilor Olimpice. Costurile desfășurării sunt împărțite între CIO și orașul gazdă, iar transportul delegațiilor este asigurat de Comitetul Internațional Olimpic. Jocurile cuprind și o parte culturală dar și oportunități pentru sportivi de a se întâlni cu medaliați olimpici.
Alte evenimente olimpice destinate tinerilor, organizate alternativ vara și iarna, precum Festivalul Olimpic al Tineretului European s-au dovedit a fi de succes. Jocurile de Tineret se bazează pe acest model și se vor a fi continuarea Jocurilor Mondiale de Tineret (singura ediție a avut loc în 1998).
Edițiile de vară ale JOT, desfășurate în 2010 și 2014 în orașele Singapore respectiv Nanjing, au găzduit fiecare peste 3600 de sportivi și au durat 12 zile. Edițiile de iarnă desfășurate în 2012 și 2016, în orașele Innsbruck respectiv Lillehammer, au adunat și ele în jur de 1100 de participanți pe parcursul a 10 zile. Deși au depășit așteptările inițiale, JOT sunt mai mici în dimensiune și perioadă de desfășurare decât versiunile „senioare”.

## Istoric

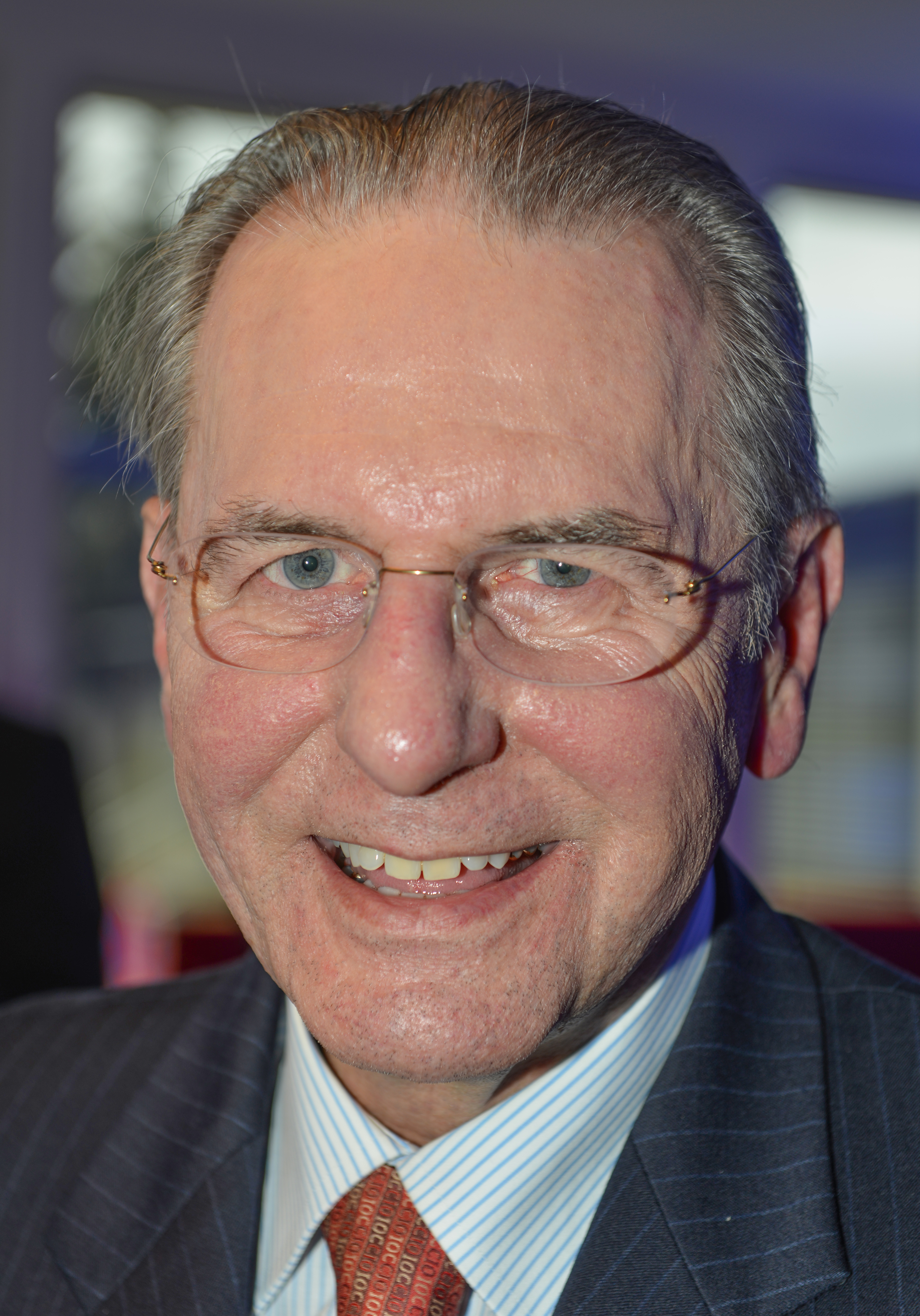
Jacques Rogge, președintele de onoare al Comitetului Olimpic Internațional.

Conceptul Jocurilor Olimpice de Tineret a fost introdus de managerul industrial Johann Rosenzopf în 1998. Acesta a fost un răspuns îngrijorărilor globale crescânde în legătură cu obezitatea juvenilă și participarea din ce în ce mai redusă a tinerilor la activitățile sportive, în special a tineretului din țările dezvoltate. A fost recunoscut faptul că o versiune pentru tineret a Jocurilor Olimpice ar încuraja participările la Jocurile Olimpice. În ciuda acestor argumente pentru organizarea unui eveniment olimpic pentru tineri, răspunsul CIO a fost negativ cu privire la un eveniment pur sportiv. Delegații CIO au vrut ca evenimentul să aibă o componentă culturală și educațională direct proporțională cu cea sportivă. De aceea, Programul Cultură și Educație (CEP) a fost conceput ca o componentă a fiecărei ediții a Jocurilor. Jacques Rogge, președintele CIO, a anunțat planurile pentru Jocurile Olimpice de Tineret la cea de-a 119-a sesiune a CIO din Guatemala City oe 6 iulie 2007. Au fost enunțate câteva obiective pentru JOT, iar pentru dintre ele sunt: adunarea celor mai buni sportivi juniori din întreaga lume, reprezentarea unei introduceri la fenomenul olimpismului, inovarea în educație și dezbaterea valorilor olimpice. Orașul Singapore a fost desemnat ca oraș-gazdă a ediției inaugurale de vară a Jocurilor Olimpice de Tineret pe 21 februarie 2008. Pe 12 decembrie 2008, CIO a anunțat că Innsbruck, orașul care a găzduit edițiile din 1964 și 1976 ale Jocurilor Olimpice de iarnă, va fi gazda ediției inaugurale de iarnă a JOT din 2012.

## Cerințele orașelor-gazdă
Dimensiunea Jocurilor Olimpice de Tineret este intenționat mai mică decât cea a Olimpiadelor, fapt ce permite orașelor mai mici să găzduiască un eveniment olimpic. Potențialele orașe-gazdă trebuie să organizeze în același oraș toate probele sportive, și nicio arenă nouă nu ar trebui construită. Excepții de la această regulă sunt centrul media, facilitățile de amfiteatru pentru clase și ateliere și un „sat” pentru antrenori și sportivi. Satul reprezintă inima Jocurilor pentru sportivi și centrul activităților. Niciun sistem de transport nou sau unic nu este necesar deoarece toți sportivii și antrenorii sunt transportați pe șosea. Conform procedurilor pentru o candidatură, ceremoniile de deschidere și închidere trebuie să se desfășoare într-o arenă cu o capacitate de cel puțin 10.000 de spectatori, iar orașul trebuie să aibă un centru acvatic de cel puțin 2.500 de locuri (pentru Jocurile de vară).

## Finanțare
Costurile inițiale estimate pentru organizarea Jocurilor erau de 30 de milioane de dolari pentru ediția de vară și 15-20 de milioane pentru cea de vară, costuri ce nu includ îmbunătățiri ale infrastructurii sau construcția de arene. CIO a stipulat că astfel de costuri sunt suportate de orașul-gazdă. CIO achită costurile de transport către orașul-gazdă și cazarea sportivilor și a juraților, estimate la 11 milioane de dolari. Finanțarea vine din fondurile CIO și nu din profit. Bugetele pentru ediția inaugurală au fost mult mai mari decât cele estimate. Sponsorii s-au alăturat greu JOT, în principal din cauza că este o inițiativă nouă și că nu știau câtă expunere va avea.
| Ediție           | Costuri estimate        |
| ---------------- | ----------------------- |
| Vară             |                         |
| Singapore 2010   | 284 milioane de dolari  |
| Nanjing 2014     | 315 milioane de dolari  |
| Iarnă            |                         |
| Innsbruck 2012   | 30,2 milioane de dolari |
| Lillehammer 2016 | 38,1 milioane de dolari |

## Edițiile de vară
| An   | Jocuri         | Locație      |
| ---- | -------------- | ------------ |
| 2010 | Prima ediție   | Singapore    |
| 2014 | A doua ediție  | Nanjing      |
| 2018 | A treia ediție | Buenos Aires |
| 2026 | A patra ediție | Dakar        |

## Edițiile de iarnă
| An   | Jocuri         | Locație     |
| ---- | -------------- | ----------- |
| 2012 | Prima ediție   | Innsbruck   |
| 2016 | A doua ediție  | Lillehammer |
| 2020 | A treia ediție | Lausanne    |
| 2024 | A patra ediție | Gangwon     |